# Titularbistum Colophon
Colophon (ital.: Colofone) ist ein Titularbistum der römisch-katholischen Kirche.
Das in der römischen Provinz Asia gelegene Bistum hatte seinen antiken Bischofssitz in der gleichnamigen Stadt Kolophon (Türkei). Es war ein Suffraganbistum des Erzbistums Ephesos. 
| Titularbischöfe von Colophon |                                                    |                                                             |                   |                  |
| Nr.                          | Name                                               | Amt                                                         | von               | bis              |
| 1                            | Ferenc Károly Palma                                | Weihbischof in Kalocsa (Ungarn)                             | 2. April 1781     | 10. Februar 1787 |
| 2                            | Jerónimo José de Mata CM                           | Koadjutorbischof von Macau (Macau)                          | 17. Juni 1844     | 28. März 1845    |
| 3                            | Petrus Maria Vrancken                              | Apostolischer Vikar von Batavia (Niederländisch-Indien)     | 4. Juni 1847      | 16. Juni 1874    |
| 4                            | Fidelis Dehm OFMConv                               | Apostolischer Visitator im Vikariat Moldau (Rumänien)       | 15. Januar 1878   | 17. Mai 1883     |
| 5                            | François-Xavier Riehl CSSp                         | Apostolischer Vikar von Senegambia (Französisch-Westafrika) | 23. November 1883 | 23. Juli 1886    |
| 6                            | Benjamin Christiaens OFM                           | Apostolischer Vikar von Südwest-Hubei (Republik China)      | 13. Februar 1889  | 10. Januar 1931  |
| 7                            | Juan Solá y Farrell OFMCap (Matías Solá y Farrell) | Apostolischer Vikar von Bluefields (Nicaragua)              | 24. Februar 1931  | 27. August 1973  |